# Baltezana
Baltezana es un barrio de Ontón, en el municipio de Castro-Urdiales (Cantabria, España). En el año 2019 contaba con una población de 355 habitantes (INE). La localidad se encuentra a 80 metros de altitud sobre el nivel del mar, y a 11 kilómetros de la capital municipal, Castro-Urdiales.